# Patrick Howell
Patrick Tahiata Howell est un homme politique français, engagé en Polynésie française.

## Biographie
Il est chirurgien-dentiste, notamment au centre de santé publique de Mataiea.
Membre du Tapura huiraatira, il est ministre de la Santé et de la Recherche du gouvernement Fritch II de 2015 à 2017. Il a été également ministre de l'Environnement, de la Culture et du Travail dans de précédents gouvernements et ministre de la Santé de 1994 à 2001 dans le gouvernement de Gaston Flosse,.
La liste qu'il conduit aux élections municipales de 2008 à Punaauia obtient 8,7 % des voix.
Candidat aux élections législatives de 2017 dans la 3e circonscription de la Polynésie française, il est battu au second tour par Moetai Brotherson du Tavini huiraatira, avec 47,5 % des suffrages exprimés.